# 北白川車站
北白川車站（日语：／ Kita-shirakawa eki */?）是由東日本旅客鐵道（JR東日本）所經營的鐵路車站，位於日本宮城縣白石市白川津田。本站是東北本線沿線的無人車站，在站務上由白石藏王車站所代管，並位於仙台支社的管轄範圍内。

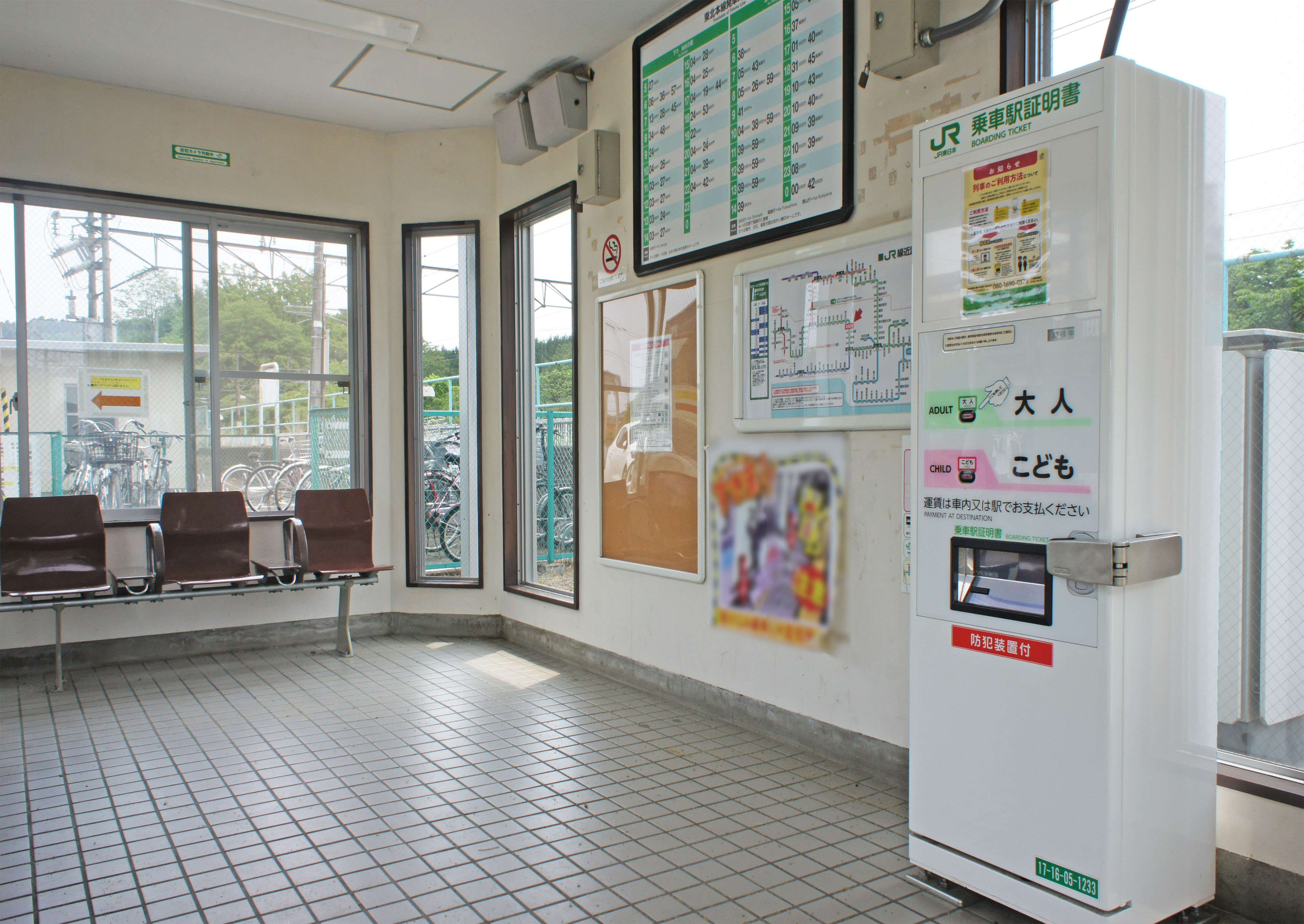
車站內部(2022年5月)

## 車站結構

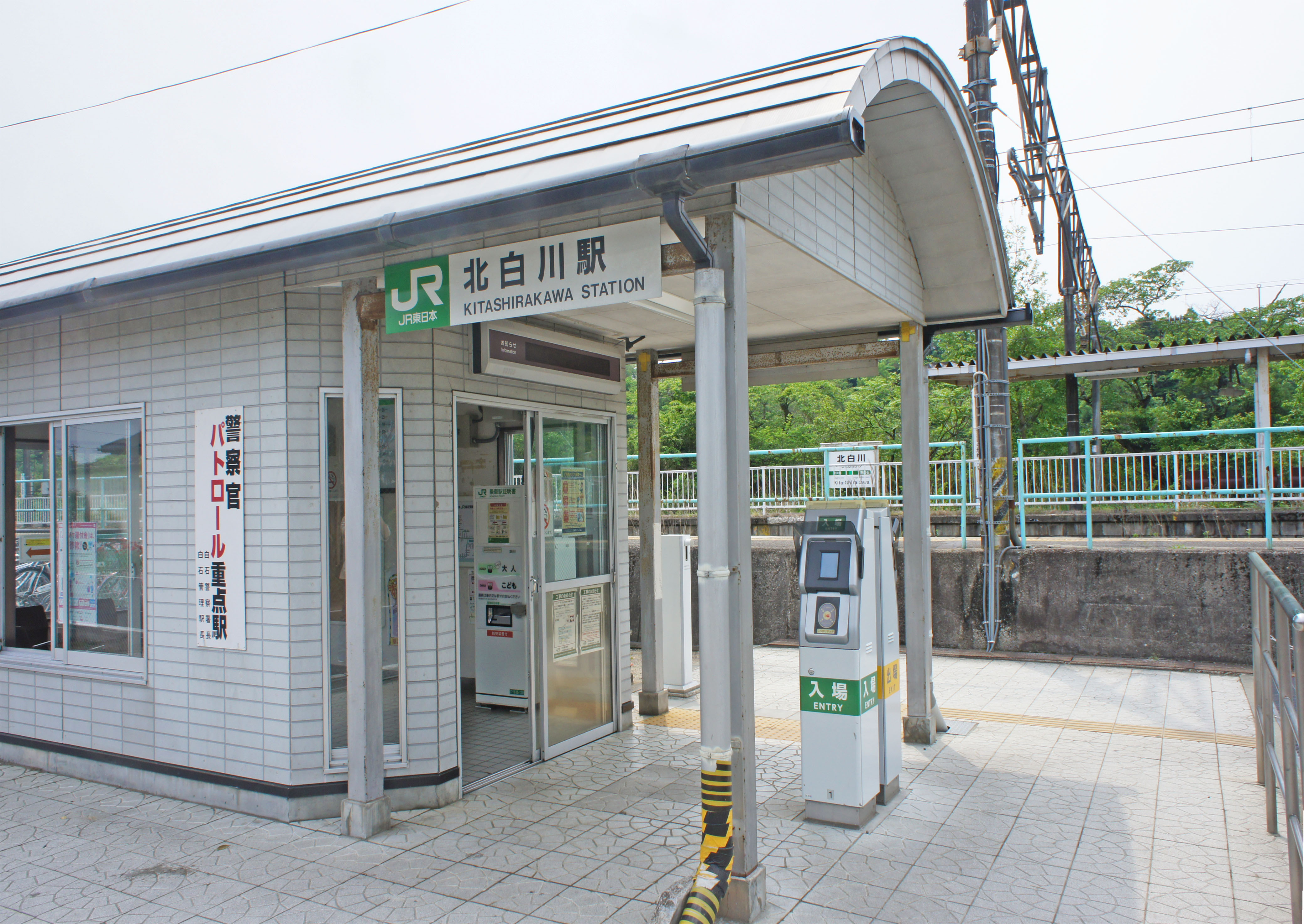
驗票口(2022年5月)

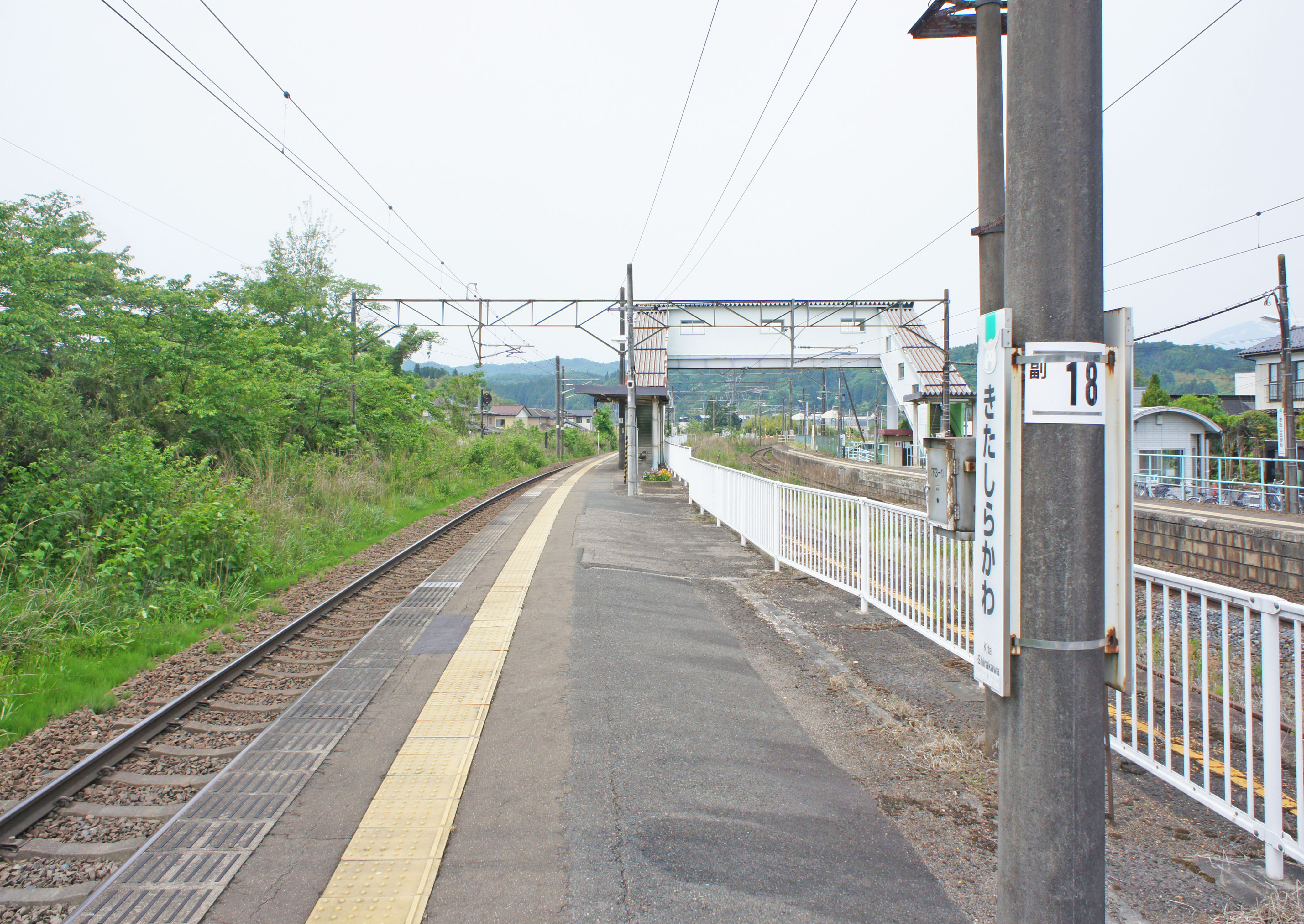
上行線月台(2022年5月)

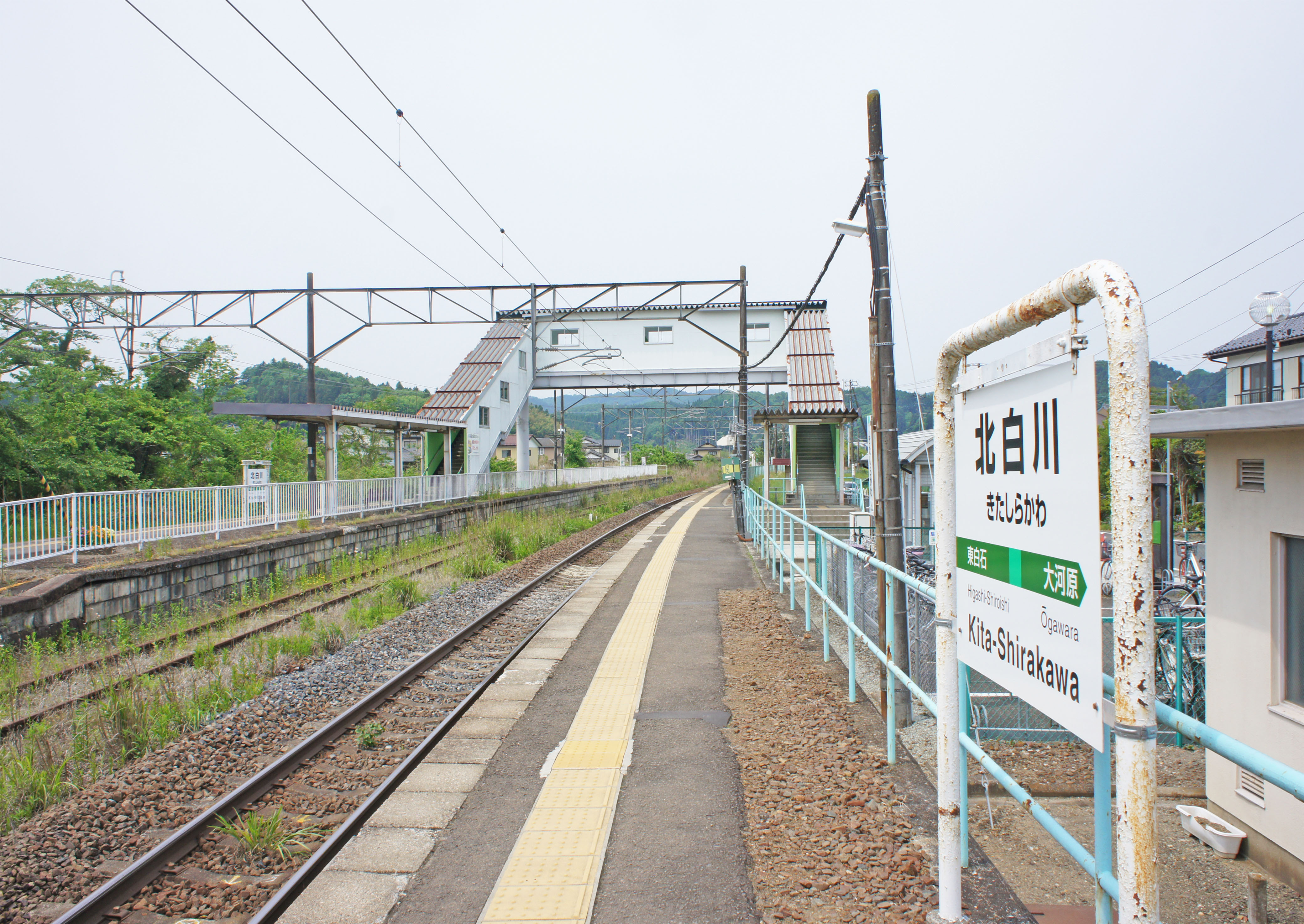
下行線月台(2022年5月)

本站為側式月台1面1線與島式月台1面2線，合計2面3線的地面車站。

### 月台配置
| 月台   | 路線      | 方向 | 目的地         |
| ------ | --------- | ---- | -------------- |
| 站舍側 | ■東北本線 | 下行 | 仙台方向       |
| 對側   | ■東北本線 | 上行 | 白石、福島方向 |

## 相鄰車站
東日本旅客鐵道
■東北本線
□快速「仙台城市快速」
通過
■普通
東白石－北白川－大河原

## 外部連結
- （日語）北白川車站（JR東日本）（页面存档备份，存于）